# Andreea Penciu
Andreea Penciu, née le 7 septembre 2000, est une haltérophile roumaine.

## Palmarès

### Championnats d'Europe
- 2018 à Bucarest
  -  Médaille de bronze de 58 kg.